# Sainte-Alliance
Pour les articles homonymes, voir Alliance.
- Empire d'Autriche
- Royaume de Prusse
- Empire russe

Les États fondateurs de la Sainte-Alliance :
Royaume de Prusse

La Sainte-Alliance est établie par un traité signé à Paris le 26 septembre 1815 par  Alexandre Ier de Russie, l'empereur d'Autriche et le roi de Prusse. Elle entend fonder la paix sur les préceptes de la religion chrétienne. Constituée dans un premier temps par l'Empire russe, l'empire d'Autriche et le royaume de Prusse, elle reçoit l'adhésion de la plupart des États européens et coexiste avec la Quadruple-Alliance (1815) devenue Quintuple-Alliance en 1818, lesquelles rassemblent les seules grandes puissances.
Lord Castlereagh, ministre britannique des Affaires étrangères, l'a qualifiée de « sublime mysticisme et de non-sens ». Elle fut dissoute de fait en 1825, à la mort de l'empereur Alexandre Ier, qui en était l'instigateur.

## Origine
Après les longues guerres napoléoniennes, les monarchies européennes victorieuses aspirent à la paix et à la stabilité de leurs trônes. Le congrès de Vienne ayant redessiné la carte de l'Europe, l'empereur de Russie Alexandre Ier — mis en garde par l'expérience des Cent-Jours — propose la formation d'une alliance pour le maintien de la paix.

## La Sainte-Alliance

Porte de Brandebourg, érigée en 1791, en l'honneur de Frédéric-Guillaume II de Prusse, père de Frédéric-Guillaume III.

Elle est conclue à Paris le 26 septembre 1815 par les monarchies victorieuses de Napoléon (Empire russe, empire d'Autriche, royaume de Prusse), puis rejointe par la France de Louis XVIII en novembre 1815 grâce aux négociations de Talleyrand. La Sainte-Alliance unit ces pays — théoriquement — dans le cadre d'une union chrétienne pacifique aux accents mystiques. Le Royaume-Uni ne participe pas à la Sainte-Alliance, lui préférant la Quadruple-Alliance devenue Quintuple-Alliance après l'admission de la France de Louis XVIII en 1818.
Sous l'impulsion de Metternich (congrès de Troppau en 1820, congrès de Laybach en 1821), et de son affirmation d'un « droit d'intervention si la situation intérieure d'un État menace la paix de ses voisins », la Quadruple-Alliance devient une alliance contre-révolutionnaire, réprimant les insurrections et les aspirations nationales contraires au maintien de l'ordre de Vienne (expéditions d'Espagne, Italie, Pologne etc.). La France doit donc faire ses preuves pour retrouver son rang au sein des puissances européennes, c'est-à-dire témoigner de sa rupture définitive avec son passé révolutionnaire. Avec l'accord de la Sainte-Alliance, l'armée française intervient donc en Espagne en 1823 afin de rétablir le roi Ferdinand VII sur son trône. Sur le plan intérieur, Louis XVIII incarne également cette rupture, conciliant la restauration d'une Cour à l'ancienne et la mise en place d'une constitution, la Charte.
Après la mort d'Alexandre Ier, il n'y a plus réellement de Sainte-Alliance, mais les expéditions de maintien de l'ordre continuent à l'initiative de telle ou telle grande monarchie.

## Différents congrès de la Sainte-Alliance

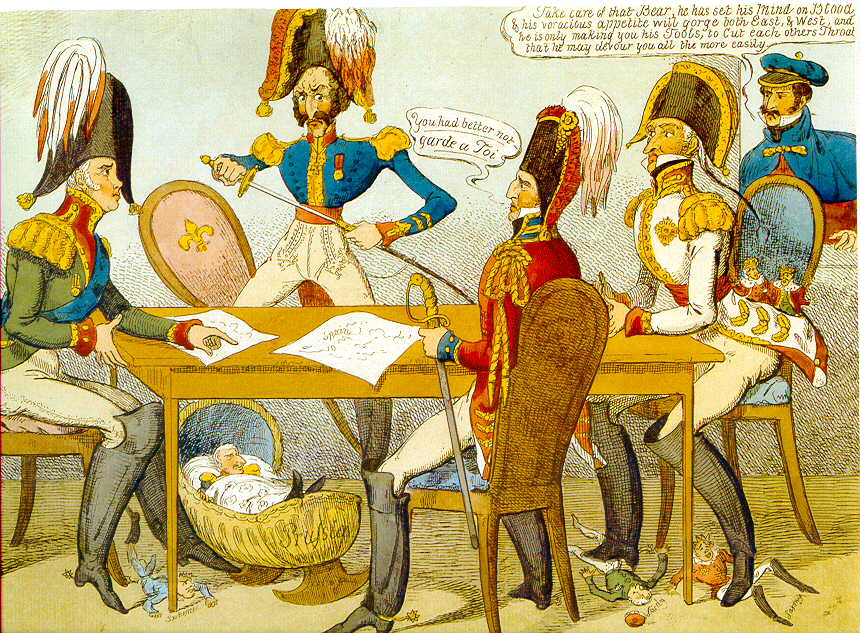
Caricature contemporaine du congrès de Vérone.

- Caricature contemporaine du congrès de Vérone. Congrès de Vienne (1815), Europe redessinée selon l'« ordre de Vienne », création de la Sainte-Alliance
  - Traité de Paris (1814 – 1815), défaite de l'Empire français
  - Congrès d'Aix-la-Chapelle (1818)[1], admission du royaume de France à l'Alliance, qui devient la Quintuple alliance, et fin de son occupation (Alexandre Ier).
  - Décrets de Carlsbad (1819)
  - Congrès de Troppau (1820), affirmation du droit d'intervention (Metternich)[3]
  - Congrès de Laybach (1821), réaffirmation du droit d'intervention et intervention dans le royaume des Deux-Siciles[3].
  - Congrès de Vérone (1822), donne pour mission à la France d’intervenir en Espagne.

Autres congrès y succédant :
- Congrès de Londres (1830)

Cet ensemble de congrès est souvent appelé par les historiens le « système des congrès » ou la « politique des congrès ».